# Cshö Jong
Cshö Jong (hangul: 최영, egyéb latin betűs átírással Choe Yeong vagy Choi Young, 1316–1388) koreai tábornok volt a Korjo-dinasztia idejében, akire a koreaiak „megmentőként” tekintenek és igen tehetséges katonai stratégának és a korabeli leírások alapján rendkívüli erejű harcosnak tartanak. Róla nevezték el a ROKS Choe Yeong (DDH-981) rombolót.

## Élete
Hivatalnok családba született, azonban nem folytatta a hagyományt, mert jobban érdekelték a katonai stratégiák. Erős alkatú, erőteljes férfi volt, jártas a harcművészetekben. Első komoly hadjáratát a japán kalózok ellen vezette a későbbi Cshungcshong tartományban, az évtizedek óta a partokat fosztogató kalózok legyőzése hírnevet szerzett számára katonai vezetőként. 1352-ben lett igazán kiemelkedő, amikor a Kongmin király ellen felkelő és magát királlyá koronázni akaró Cso Ilsin lázadását verte le.
A mongolok által több mint száz évvel korábban elfoglalt területeket szerzett vissza, és I Szonggjével (Thedzso néven később a Csoszon-dinasztia alapítója) együtt folyamatosan harcolt a japánok ellen. 1361-ben sikerrel védte meg a fővárost a Jüan-dinasztia ellen felkelő, Korjóba is betörő Vörös turbános seregtől. 1364-ben a Jüan-dinasztia tízezres seregét verte vissza, akik Kongmint akarták térdre kényszeríteni. 1365-ben hatéves száműzetésbe kényszerült, mert az udvarban nagy befolyással bíró buddhista szerzetes, Sin Don ellene fordult. A szerzetes halálát követően visszatért az udvarba és több mint 80 csatát vívott még ezután Korjo védelmében.
1388-ban a Ming-dinasztia elrendelte, hogy a korábban Jüan-fennhatóság alá tartozó területek a Ming-dinasztia tulajdonai, így olyan területeket is követelt, amelyek korábban Kogurjóhoz tartoztak. Cshö elindította a seregét, hogy elfoglalja a nevezett területeket. I Szonggje nem értett egyet vele, a király azonban Cshöt támogatta. I visszafordította saját csapatait és a fővárosban puccsot hajtott végre. Cshö kitartóan harcolt I ellen, végül azonban elvesztette a csatát és I elrendelte a kivégzését. Négy évvel később I megalapította a Csoszon-dinasztiát.
Cshö Jong sírja ma Kjonggi tartományban található.

## Ábrázolása a művészetekben
Karaktere több kosztümös televíziós sorozatban (szaguk) is felbukkan mellékszereplőként, főszereplőként elsőként 2012-ben, a Faith című fantasy-történelmi sorozatban, ahol I Minho alakítja.